# Poslije svega
«Poslije svega» — музичний альбом гурту Novi fosili. Виданий 1983 року лейблом Jugoton. Загальна тривалість композицій становить 34:41. Альбом відносять до напрямку поп.

## Список пісень
Сторона A
1. «Nije istina» — 2:39
2. «Bilo mi je prvi put» — 3:18
3. «Šu-šu» — 3:22
4. «Neveni žuti, žuti» — 4:12
5. «Moj prijatelj Anu ljubi» — 3:21

Сторона B
1. «Pazi da ne nazebeš» — 3:29
2. «Radije budi mi brat» — 3:00
3. «Milena» — 3:44
4. «Noćas umiru stare ljubavi» — 3:11
5. «Poslije svega» — 4:25